# غابريل ماتشادو
غابريل ماتشادو (بالبرتغالية: Gabriel Machado‏) (2 سبتمبر 1989 ببورتو أليغري في البرازيل - ) هو لاعب كرة قدم برازيلي في مركز الهجوم. لعب مع جامعة كلوج ورايو فايكانو ونادي إيركوليس ونادي جوفنتودي ونادي ستيوا بوخارست ونادي سيريانسكا ونادي غراسهوبر زيوريخ ونادي نيون وFC Wettswil-Bonstetten ‏ وFC United Zürich ‏.

## روابط خارجية
- غابريل ماتشادو على موقع قاعدة بيانات كرة القدم.إي يو (الإنجليزية)
- غابريل ماتشادو على موقع Soccerway.com (الإنجليزية)
- غابريل ماتشادو على موقع عالم كرة القدم.نت (الإنجليزية)